# Exoprosopa major
Exoprosopa major är en tvåvingeart som beskrevs av Ricardo 1901. Exoprosopa major ingår i släktet Exoprosopa och familjen svävflugor. Inga underarter finns listade i Catalogue of Life.